# União do Oeste
União do Oeste est une ville brésilienne située dans la mésorégion Ouest de Santa Catarina, dans l'État de Santa Catarina.

## Géographie
União do Oeste se situe par une latitude de 26° 45′ 40″ sud et par une longitude de 52° 51′ 19″ ouest, à une altitude de 462 mètres.
Sa population était de 2 910 habitants au recensement de 2010. La municipalité s'étend sur 93 km2.
Elle fait partie de la microrégion de Chapecó, dans la mésorégion Ouest de Santa Catarina.

## Villes voisines
União do Oeste est voisine des municipalités (municípios) suivantes :
- Águas Frias
- Coronel Freitas
- Jardinópolis
- Pinhalzinho
- Quilombo
- Sul Brasil